# Бартолетти, Бруно
Бру́но Бартоле́тти (итал. Bruno Bartoletti, 10 июня 1926, Сесто-Фьорентино, Тоскана — 9 июня 2013, Флоренция) — итальянский оперный дирижёр, художественный руководитель Чикагской Лирической оперы (1975—1999), Римской оперы (1965—1973), Флорентийского музыкального мая (1985—1991), главный дирижёр Королевского театра Дании (1957—1960). В качестве приглашённого дирижёра работал в большинстве оперных театров мира.
Бартолетти был известен как глубокий интерпретатор итальянской оперы, в первую очередь Верди и Пуччини, но благодаря его усилиям репертуар театра обогатился и современными произведениями. Как отмечает «Вашингтон пост», благодаря итальянскому дирижёру чикагская опера стала одной из самых уважаемых и смелых в своём роде оперных компаний.

## Биография
Бруно Бартолетти родился 10 июня 1926 года в семье кузнеца, который с детства привил сыну любовь к музыке. Благодаря содействию учительницы музыки, заметившей талантливого юношу, Бруно поступил в Консерваторию Керубини, где обучался игре на фортепиано и флейте. Музыкант играл на флейте в оркестре «Музыкального мая», работал концертмейстером в вокальном учебном центре Театро Коммунале во Флоренции, ассистировал дирижёрам Артуру Родзинскому, Дмитрису Митропулосу, Витторио Гуи, Туллио Серафину. Серафин рекомендовал Бартолетти заняться дирижированием. Дирижёрский дебют Бартолетти состоялся в 1953 году в Театро Коммуналена в опере Дж. Верди «Риголетто» с участием Юсси Бьёрлинга. В 1957 стал постоянным дирижёром международного фестиваля «Флорентийский музыкальный май», здесь он дирижировал премьерой оперы Д. Шостаковича «Нос». Позднее он снова вернулся в «Музыкальный май» в качестве художественного руководителя (1985—1991). Бартолетти был художественным руководителем Римской оперы (1965—1973) и главным дирижёром Королевского театра Дании (1957—1960).
После полувековой службы в Чикагской лирической опере Бартолетти вернулся в Италию, где преподавал в Музыкальной академии Киджи в Сиене, совмещая эту работу с дирижированием в разных театрах Италии. Его последнее выступление состоялось во Флоренции в 2011 году — 84-летний маэстро дирижировал оперой Пуччини «Манон Леско».
Бруно Бартолетти — Кавалер Большого креста Итальянской республики, лауреат престижной премии Франко Аббьяти (2003), член Академии св. Цецилии.

## Чикагская лирическая опера
Дирижёрский дебют Бартолетти в США состоялся в Чикагской лирической опере в 1956 году, маэстро дирижировал «Трубадуром» Верди: он заменил заболевшего Серафина по рекомендации Тито Гобби. По словам тогдашнего руководителя Опера-лирик Уильяма Мэйсона, «Бруно был страстно увлечён оперой и пением, итальянская опера была у него в крови — не было лучшего интерпретатора Пуччини». Бартолетти вспоминал, что в тот период в театре был фантастический состав исполнителей, но не было достаточного числа репетиций и постановки были неудовлетворительными. Бартолетти ввёл в традицию четырех-шестинедельный репетиционный период перед постановкой. В его руках были назначение солистов и репертуарная политика театра. Он умел разглядеть талант в молодых музыкантах. Благодаря ему на сцене Чикагской лирической оперы состоялись американские дебюты итальянских дирижёров Даниэле Гатти и Рикардо Шайи, а 25-летний Питер Селларс в 1983 году поставил «Микадо».
В 1964 году Бартолетти назначен художественным руководителем театра совместно с Пино Донати, а в 1975 году стал единоличным художественным руководителем и занимал этот пост до выхода на пенсию в 1999 году, должность же почётного руководителя Опера-лирик сохранялась за ним до конца жизни. Но и после отставки маэстро не расстался со сценой, которой посвятил всю жизнь. Последними его спектаклями в Чикагской лирической опере стали показы «Травиаты» в 2007 году. За годы службы в театре Бартолетти стоял у дирижёрского пульта на 592 спектаклях пятидесяти пяти опер.

## Дирижёрские работы
Под руководством Бартолетти в чикагской опере были поставлены «Дон Карлос» Верди (1964), «Дон Паскуале» (1974) Доницетти, «Андре Шенье» Джордано (1979), «Евгений Онегин» Чайковского (1985), «Манон Леско» (2005), «Катя Кабанова» Яначека, «Электра» Р. Штрауса, «Леди Макбет Мценского уезда» Шостаковича, «Игрок» Прокофьева, «Замок герцога Синяя борода» Бартока и другие.
Среди работ Бартолетти на мировых сценах «Воццек» Берга (1963, Флоренция), «Норма» Беллини (1964, Буэнос-Айрес, театр «Колон»), «Фаворитка» Доницетти (1967, Буэнос-Айрес), «Фальстаф» Верди (1970, Сан-Франциско), «Джоконда» Понкьелли (1971, Рим), «Роберто Деверё» Доницетти (1972, Венеция), «Паяцы» Леонкавалло и «Сельская честь» Масканьи (1979, Ковент-Гарден и 2007, Генуя), «Аттила» Верди (1980, Рим), «Кармен» Бизе (1982, Цюрих), «Весталка» Спонтини (1984, Генуя), «Мефистофель» Бойто (1989, Флоренция), «Симон Бокканегра» Верди (1996, Рим), «Огненный ангел» Прокофьева (1999, Ла Скала), «Луиза Миллер» Верди (1999, Цюрих), «Двое Фоскари» Верди (2001, Рим), «Богема» и «Мадам Баттерфляй» Пуччини (2003 и 2004, Ла Скала), «Аида» (2005, Парма), «Пират» Беллини (2007, Анкона) и другие.
Основное внимание Бартолетти уделял опере, но были у него и симфонические работы. Он дирижировал несколькими мировыми премьерами произведений таких композиторов, как Л. Берио, Л. Даллапиккола, П. Дессау, Л. Рокка, Дж. Ф. Малипьеро, Н. Рота, А. Хинастера («Дон Родриго», 1964, Буэнос-Айрес). В Чикагской Лирической опере Бартолетти дирижировал американской премьерой оперы Б. Бриттена «Билли Бадд» (1970) и мировой премьерой «Потерянного рая» К. Пендерецкого (1978).
Бартолетти был музыкальным руководителем и дирижёром на съемках известного фильма-оперы «Тоска» с Райной Кабаиванска и Пласидо Доминго (1976), участвовал в нескольких телевизионных оперных спектаклях, многие постановки под управлением маэстро Бартолетти записаны на CD и DVD.